# Laccophilus mahakamensis
Laccophilus mahakamensis är en skalbaggsart som beskrevs av Balke, Mazzoldi och Lars Hendrich 1998. Laccophilus mahakamensis ingår i släktet Laccophilus och familjen dykare. Inga underarter finns listade i Catalogue of Life.